# Грин, Эдвард Ли
Э́двард Ли Грин (англ. Edward Lee Greene, 1843—1915) — американский ботаник, систематик и собиратель растений; историк науки.
Образование получил в англ. Albion College (штат Висконсин) в 1866 году. С 1871 года был священником и читал лекции по ботанике в англ. Jarvis Hall и в Калифорнийском университете в Беркли.
В 1885 году он отказывается от сана священника и посвящает себя преподавательской деятельности. До 1887 года — преподаватель ботаники Калифорнийского университета, в 1887—1888 годах — доцент кафедры ботаники, адъюнкт-профессор ботаники, с 1890 года — профессор ботаники в Беркли.
В 1895 году он получил степень доктора права в университете Нотр-Дам штата Индиана и перешёл в Американский католический университет (англ. Catholic University of America), Вашингтон (округ Колумбия), где стал первым профессором ботаники этого учебного заведения и основал ботанический сад. После, с 1904 года и до конца жизни, работал в Смитсоновском институте.
Его научная работа была связана с исследованием флоры запада США. Им опубликовано большое количество работ по ботанике и истории естествознания, в том числе он публиковал периодические издания «Pittonia» (1887—1905), и «Erythea» (выпускалось с 1893 года).

## Работы
- «Illustrations of West American oaks» иллюстратор А. Келлог San Francisco, 1889
- «Flora Franciscana. An attempt to classify and describe the vascular plants of middle California» San Francisco, Cubery&Co., 1891
- «Manual of the Botany of the Region of San Francisco Bay» San Francisco, Cubery&Co., 1894
- «Plantae Bakerianae», 1901
- «Pittonia: a series of papers relating to botany and botanists» (в пяти частях) Berkeley, Doxey&Co. 1887—1905
  - v.1 (1887—1889)
  - v.2 (1889—1892)
  - v.3 (1896—1898)
  - v.4 (1899—1901) 
  - v.5 (1802—1905)
- «Leaflets of botanical observation and criticism» (в двух частях) Washington, D.C., 1903—1912
  - vol.1 (1903—1906)
  - vol.2 (1910—1912)
- «Landmarks of botanical history: a study of certain epochs in the development of the science of botany» (в двух частях)
  - Part I. — Prior to 1562 A. D. Washington, D.C., Smithsonian institution, 1909
- «Carolvs Linnaevs» Philadelphia, Christopher Sower company, 1912